# Guidonia Montecelio 1937 FC
Guidonia Montecelio 1937 Football Club, zkráceně jen Guidonia je italský fotbalový klub hrající v sezóně 2024/25 ve 4. italské fotbalové lize sídlící ve městě Guidonia Montecelio v regionu Lazio.

## Změny názvu klubu
- 1968/69 – 2004/05 – SS Monterosi (Società Sportiva Monterosi)
- 2005/06 – 2010/11 – ASD Monterosi (Associazione Sportiva Dilettantistica Monterosi)
- 2011/12 – 2014/15 – ASD Real Monterosia (Associazione Sportiva Dilettantistica Real Monterosi)
- 2015/16 – ASD Nuova Monterosi (Associazione Sportiva Dilettantistica Nuova Monterosi)
- 2016/17 – 2020/21 – Monterosi FC SSD (Monterosi Football Club Società Sportiva Dilettantistica)
- 2021/22 – 2023/24 – Monterosi Tuscia FC (Monterosi Tuscia Football Club)
- 2024/25 – Guidonia Montecelio 1937 FC (Guidonia Montecelio 1937 Football Club)

## Získané trofeje

### Vyhrané domácí soutěže
- 4. italská liga ( 1x )

2020/21
- 5. italská liga ( 1x )

2015/16

## Účast v ligách
| Úroveň soutěže | Název soutěže (nynější název) | První hraná sezona | Poslední hraná sezona | celkem odehraných sezon |
| -------------- | ----------------------------- | ------------------ | --------------------- | ----------------------- |
| 3              | Serie C                       | 2021/22            | 2023/24               | 3                       |
| 4              | Serie D                       | 2016/17            | 2024/25               | 6                       |
| 5              | Eccellenza                    | 2014/15            | 2015/16               | 2                       |